# Kédjénou
Ein Kédjénou ist ein Ragout aus Wild- oder Hähnchenfleisch aus Westafrika, insbesondere von der Elfenbeinküste. Es handelt sich um ein typisches Gericht der dortigen Landarbeiter und Jäger.

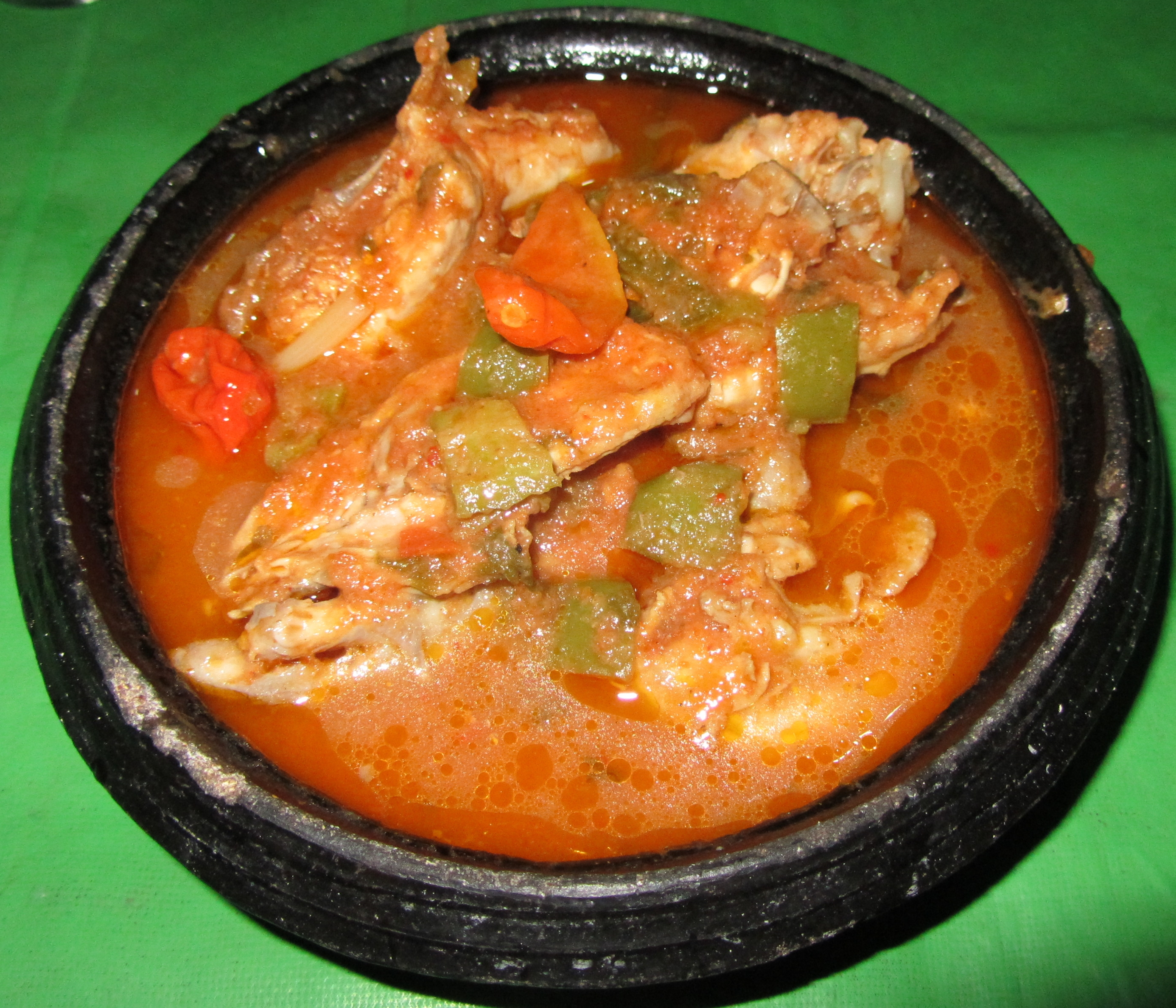
Kédjénou

Nach der Tradition wird es in einem Tongefäß namens Canari zubereitet, das auf ein Holzfeuer gestellt wird.
Das Fleisch wird in Stücke geschnitten und mit Zwiebeln und zerkleinerten Tomaten im verschlossenen Topf gekocht. Gewürzt wird mit Salz, geriebenem frischen Ingwer und aromatischen Blättern.
Es gibt zahlreiche Variationen, etwa mit Auberginen oder Palmwein. Städtische und europäisch beeinflusste Varianten enthalten Piment, Rotwein, Essig, Brühwürfel, Schalotten oder Kräuter der Provence.